# 博諾尼亞灣
62°20′40″S 59°00′40″W / 62.34444°S 59.01111°W

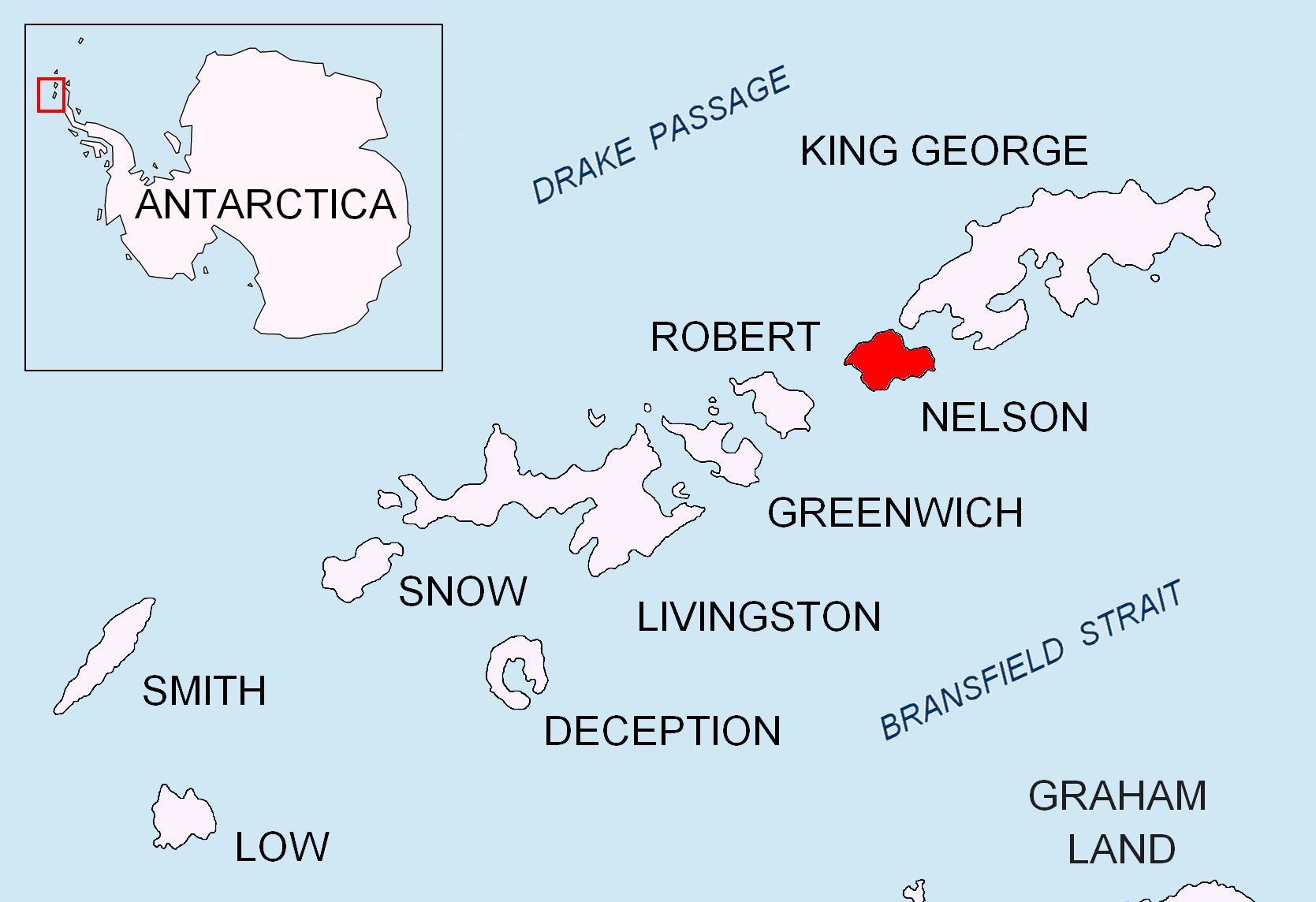

博諾尼亞灣（Bononia Cove），是南極洲的海灣，位於南設得蘭群島的納爾遜島東南岸，長1.1公里、寬3.1公里，入口處在伊凡亞歷山大角以西，以保加利亞西北部城鎮命名，現時由南極條約體系管理。